# Leonard Kleinrock
Léonard Kleinrock, né le 13 juin 1934 à New York (États-Unis). Il développa la théorie mathématique des réseaux de données. 

## Biographie
Il est étudiant au Massachusetts Institute of Technology (MIT). 
D'ARPANET, qui voit le jour que lorsque l'ordinateur de l'université de Californie à Los Angeles (UCLA), sur lequel Leonard Kleinrock travaillait, en devient le premier nœud interconnecté en septembre 1969. Il dirige également la transmission du premier message sur l'ARPANET. Il est également le responsable de la mise en œuvre des premiers moyens de mesure de l'ARPANET qui permettent d'en établir les limites de performance et d'en évaluer le comportement en charge. Il est cité par le Los Angeles Times, en 1999, comme faisant partie des 50 personnes ayant le plus influencé le monde des affaires au cours du siècle.
Leonard Kleinrock est distinguished professor à l'université de Californie à Los Angeles. Il est membre de l'Académie américaine des arts et des sciences, de l'Académie nationale d'ingénierie des États-Unis, de l'IEEE et de l'ACM. Il est membre fondateur du Computer Science and Telecommunications Board du Conseil national de la recherche.
En 2012, il entre au temple de la renommée d'Internet, au titre des « pionniers. »

## Pour aller plus loin
- Thèse de Leonard Kleinrock, Information Flow in Large Communication Nets, Ph.D. Thesis Proposal, Massachusetts Institute of Technology, juillet 1961